# サマーソーセージ

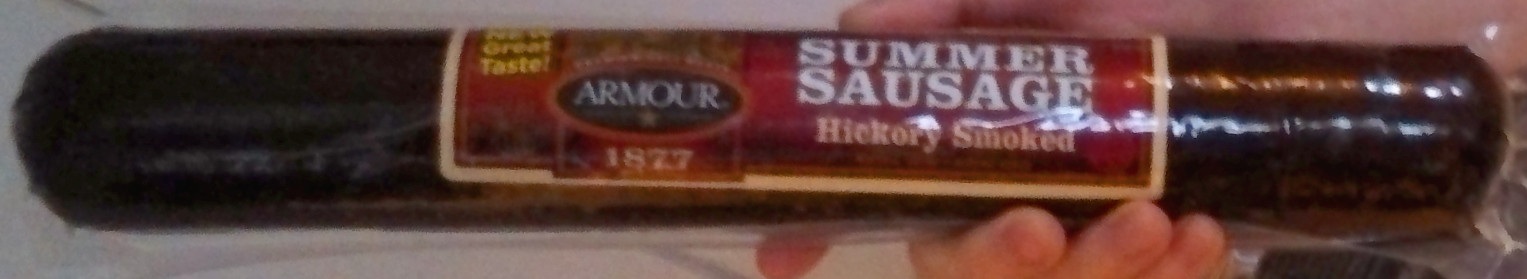
サマーソーセージの製品例

サマーソーセージ（英語: Summer sausage）はアメリカ合衆国におけるソーセージの分類の1つ。開封されるまでは冷蔵せずとも常温保存が可能なソーセージ製品を指す。
通常は豚肉が用いられるが、牛肉や鹿肉が混ぜられることもある。作り方もさまざまで、塩漬けされることが多いが、発酵、乾燥、燻製されることもある。調味料にはマスタードシード、黒コショウ、ガーリックソルトや砂糖が使われる。サマーソーセージはpHを下げることで細菌の増殖を遅らせ、より長い貯蔵を可能とすると共に、ぴりっと味を引き起こす。
歴史的には冷蔵が発達する以前からサマーソーセージは存在し、高気温が新鮮な肉を腐敗させる夏季に消費される可能性のある肉を指していた。このため、特にドイツ系アメリカ人のコミュニティでは、冬季の贈答品として人気が高かった。